# Scott Porter
Pour les articles homonymes, voir Porter.
Matthew Scott Porter est un acteur américain né le 14 juillet 1979 à Omaha, au Nebraska (États-Unis).
Il est connu pour avoir tenu le rôle de Jason Street (en) dans la série Friday Night Light ainsi que George Tucker dans la série Hart of Dixie (2011 - 2015) et le maire Paul Randolph dans la série Ginny & Georgia (depuis 2021). Il a notamment tenu le rôle de Carol Corbett dans la série Lucifer.

## Biographie
Scott Porter est né le 14 juillet 1979 à Omaha, Nebraska (États-Unis).

### Vie privée
Le 20 avril 2013, il a épousé Kelsey Mayfield, sa compagne depuis 2008, rencontrée sur le tournage de Friday Night Light. Ensemble, ils ont un fils, McCoy Lee Porter (né le 23 mai 2015) et une fille, Clover Ash Porter (née le 11 août 2017).
Porter est également connu pour jouer et présenter HeroClix , un jeu de figurines à collectionner mettant en vedette des personnages de Marvel et DC Comics . Il filme des vidéos d'avant-première des prochaines sorties de produits sur la chaine youtube wizkidsgames et anime "HeroClix for Huntington's", un tournoi caritatif annuel soutenant la Huntington's Disease Society of America .

### Carrière
Il a joué George Tucker, dans la série dramatique médicale Hart of Dixie aux côtés de Rachel Bilson, Jaime King et Tim Matheson de 2011 à 2015.
Le 15 aout 2019, il décroche un rôle principal dans la série télévisée Ginny & Georgia aux côtés de Brianne Howey et Antonia Gentry,. La première saison sort sur Netflix le 24 février 2021 et est très bien reçue par la critique. Le 19 avril 2021, Netflix a annoncé que 52 millions d'abonnés ont regardé la première saison de la série pendant les 28 premiers jours après sa sortie.

## Filmographie

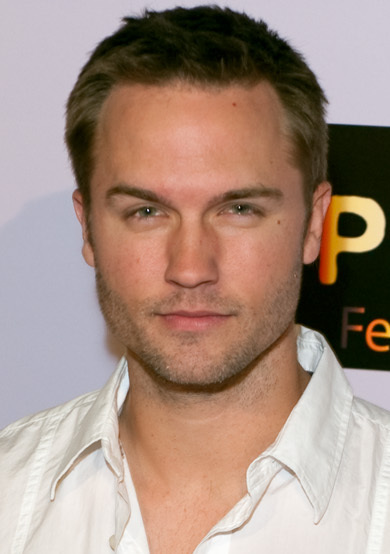
Scott Porter en 2009.

### Cinéma

#### Longs métrages
- 2007 : Le Come-Back (Music and Lyrics) de Marc Lawrence : Colin Thompson
- 2007 : Descent de Talia Lugacy (en) : Brooks
- 2008 : Speed Racer de Lana et Lilly Wachowski : Rex Racer
- 2008 : Le Bal de l'horreur (Prom Night) de Nelson McCormick : Bobby
- 2009 : College Rock Stars (Bandslam) de Todd Graff : Ben Wheatly
- 2009 : Le Fiancé Idéal (The Good Guy) de Julio DePietro : Tommy Fielding
- 2010 : Cher John (Dear John) de Lasse Hallström : Randy
- 2012 : 10 ans déjà ! (Ten Years) de Jamie Linden : Phillip McGregor
- 2013 : The Sex List de Maggie Carey : Rusty Waters
- 2018 : Brampton's Own de Michael Doneger : Eddie

#### Court métrage
- 2010 : Hit Me de Ryan Davis : Keith

### Télévision

#### Séries télévisées
- 2006 : The Bedford Diaries : Jason Miller
- 2006 : As the World Turns : Casey Hughes
- 2006 : Ugly Betty : Un homme
- 2006 - 2010 : Friday Night Light : Jason Street
- 2009 : Master Work : Sean Fetters
- 2009 / 2015 : Robot Chicken : Le géant / Racer X / Le président du NASCAR / Kimble (voix)
- 2010 : Caprica : Nestor Willow
- 2010 - 2011 : The Good Wife : Blake Calamar
- 2011 : Marvel Anime : Scott Summers / Cyclope (voix)
- 2011 - 2015 : Hart of Dixie : George Tucker
- 2016 : Outcast : Donald "Donnie" Hamel
- 2016 : Scorpion : Tim Armstrong
- 2016 : Rosewood : Détective Russ Hame
- 2016 - 2017 : Ultimate Spider-Man : Scarlet Spider / Ben Reilly / Synth-Scarlet Spiders (voix)
- 2018 : New York, unité spéciale (Law and Order : Special Victims Unit): Nick Hunter (saison 19, épisode 19)
- 2018 - 2019 : Avengers Rassemblement (Marvel's Avengers Assemble) : White Wolf / Hunter (voix)
- 2019 : Into the Dark : Pasteur Seth
- 2019 : Charmed : Levi
- 2019 : Why Women Kill : Ralph Vlasin
- 2020 : Kipo et l'âge des Animonstres (Kipo and the Age of Wonderbeasts) : Francis (voix)
- 2020 : Harley Quinn : The Flash (voix)
- 2020 : Les pérégrinations d'Archibald (Archibald's Next Big Thing) : KC (voix)
- 2021 : Lucifer : Carol Corbett
- 2021 - 2023 : Ginny & Georgia : Maire Paul Randolph
- 2022 - 2023 : Spidey et ses amis extraordinaires (Spidey and His Amazing Friends) : George Stacy (voix)
- 2023 : Up There : Orson

#### Téléfilm
- 2021 : Chassez l'amour, il revient au galop (Taking the Reins) de Clare Niederpruem : Luke Travers

### Jeux vidéos
- 2011 : X-Men : Destiny : Adrian Luca (voix)
- 2013 : Marvel Heroes : Cyclope (voix)
- 2013 : The Walking Dead : Luke
- 2014 : Lego Batman 3 : Au-delà de Gotham : Aquaman / Superboy (voix)
- 2015 : Batman : Arkham Knight : Dick Grayson / Nightwing (voix)
- 2015 : Minecraft : Story Mode : Lucas (voix)
- 2016 : Lego Marvel's Avengers : Bucky Barnes / Winter Soldier (voix)
- 2017 : Guardians of the Galaxy : The Telltale Series : Peter Quill / Star-Lord (voix)
- 2017 : Injustice 2 : Robin / Damian Wayne (voix)
- 2017 : Minecraft : Story Mode - Saison 2 : Lucas (voix)
- 2017 : Marvel vs. Capcom: Infinite : Winter Soldier (voix)
- 2017 : Madden NFL 18 : Colt Cruise
- 2018 : Marvel's Spider-Man : Harry Osborn (voix)
- 2018 : Lego DC Super-Vilains : Aquaman (voix)
- 2018 : Madden NFL 19 : Colt Cruise
- 2019 : Marvel: Ultimate Alliance 3 : The Black Order : Scott Summers / Cyclope / Peter Quill / Star-Lord (voix)
- 2022 : God of War : Ragnarök : Heimdall (voix)
- 2023 : Suicide Squad: Kill the Justice League : Flash (voix)